# Missouri City (Teksas)
Missouri City je grad u američkoj saveznoj državi Teksas. Prema popisu stanovništva iz 2010. u njemu je živjelo 67.358 stanovnika.